# Europäische Kendō-Föderation

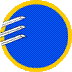
Logo der Europäischen Kendō-Föderation

Die Europäische Kendō-Föderation (EKF, engl. European Kendo Federation) ist die Dachorganisation für die japanischen Budō-Disziplinen Kendō, Iaidō und Jōdō in Europa.
Sie wurde 1969 gegründet und zählt etwa vierzig Mitgliedstaaten, zu denen auch außereuropäische Länder gehören. Seit 1974 wird von der EKF jedes Jahr in dem keine Kendō-Weltmeisterschaft ausgetragen wird (alle drei Jahre) die Kendō-Europameisterschaft organisiert. 2008 wurde die 22. EM in Helsinki, 2010 die 23. EM in Debrecen und 2011 die 24. EM in Gdynia veranstaltet. Für 2013 hat der Deutsche Kendobund den Zuschlag für die Ausrichtung in Berlin bekommen.
Daneben werden von der EKF Graduierungsprüfungen und Lehrgänge veranstaltet. Präsident ist der Belgier Alain Ducarme. Die EKF ist Mitglied der Internationalen Kendo-Föderation.

## Mitglieder
Andorra  Österreich  Belgien  Bulgarien  Kroatien  Tschechien  Dänemark  Estland  Finnland  Frankreich  Deutschland  Vereinigtes Königreich  Griechenland  Ungarn  Island  Irland  Israel  Italien  Jordanien  Lettland  Litauen  Luxemburg  Malta  Montenegro  Mosambik  Norwegen  Polen  Portugal  Nordmazedonien  Rumänien  Serbien  Slowakei  Südafrika  Spanien  Schweden  Schweiz  Niederlande  Türkei

### Ehemaliges Mitglied
Russland